# Jan Jakub Lardelli
Jan Jakub Lardelli, właśc. Giovanni (Gioan) Giacomo Lardelli (ur. 1870 w Chur, zm. 17 września 1941 w Warszawie) – pochodzący ze Szwajcarii mistrz cukierniczy, właściciel cukierni i kawiarni warszawskich.

## Życiorys

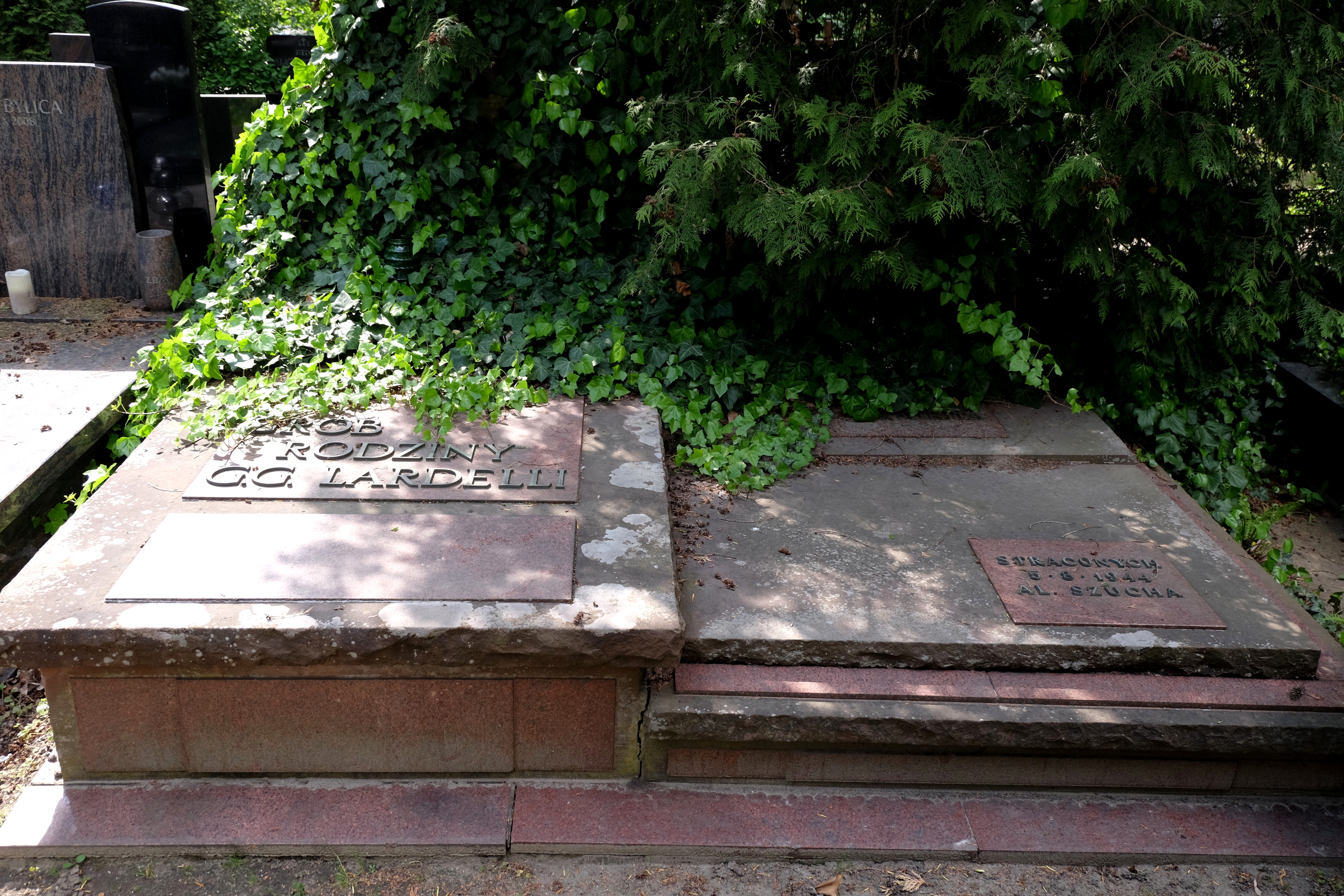
Grób J.J. Lardelliego na cmentarzu ewangelicko-reformowanym w Warszawie

Rodzina Lardellich od XVII wieku zamieszkiwała w Poschiavo we włoskojęzycznej części szwajcarskiego kantonu Graubünden.
Giovanni Giacomo Lardelli przyjechał do Królestwa Polskiego w 1884 na zaproszenie wuja Andrzeja Semadeniego, po którego śmierci w 1886 został przez rodzinę Semadenich skierowany na praktykę początkowo w Lublinie, a następnie w Berlinie, Paryżu i Mediolanie. 
Po powrocie do Warszawy w 1902 lub 1903 otworzył przy ulicy Kruczej 49 lokal „Pasticeria di Milano”, który jako pierwszy w Warszawie prowadził sprzedaż wyrobów cukierniczych wyłącznie na wynos. Ciasta chronione w szklanych gablotach były serwowane przy pomocy specjalnych szczypiec, a zarówno wnętrze lokalu jak i opakowania były oznaczone znakiem firmowym przedstawiającym mediolańską katedrę. Nowościami wprowadzonymi przez Lardellego do galanterii cukierniczej były typowe dla kuchni francuskiej briosze, eklery wypełniane kremami smakowymi oraz tarteletki z owocami o różnych rozmiarach, a także babeczki z mąki kukurydzianej i szeroki wybór herbatników. 
W 1905 roku otworzył cukiernię-kawiarnię pod firmą G.G. Lardelli, której wystrój był tak odmienny od dotychczas przyjętego, że zaczęto używać określenia „styl lardellowski”, który cechowała czystość, przestronność i prostota. Ściany były wyłożone glazurą, podłoga terakotą, ścienne lustra nie miały ram, witryny sięgały podłogi, a blaty stolików były sporządzone z białego marblitu. Przez krótki czas działały dwie cukiernie: przy ulicy Marszałkowskiej 80 i na Nowym Świecie 23, zaś w 1907 powstała pracownia i wytwórnia czekolady przy ulicy Polnej 28/30. 
W 1910 lokal przy ul. Kruczej już nie działał, a nowa kawiarnia przy ulicy Boduena została przebudowana zgodnie z projektem Jerzego Stanisława Węgierkiewicza. Lokal składał się z dwóch sal; w jednej z nich jesionowe meble były pokryte czerwoną tapicerką, a malowidła ścienne oraz inkrustowane wyposażenie ozdobiono motywem czerwonej jarzębiny na tle pożółkłych liści. Drugą salę zwano „Egipskim Salonem” – jej główną ozdobą był fryz przedstawiający sceny nawiązujące do mitologii, zaś motywem przewodnim kwiat lotosu. Cukiernia była przeznaczona głównie dla kobiet, a do obsługi zatrudniano jedynie młode kelnerki. W tym czasie powstała też filia przy ulicy Flory, która mimo lokalizacji w ogrodach Bagateli działała przez cały rok. 
Podczas I wojny światowej Jan Jakub Lardelli zawiesił działalność swego przedsiębiorstwa, a lokale przekazał współpracownikom, aby prowadzili je jako własne. W wolnej Polsce na krótko otworzył cukiernię w kamienicy ulicy Nowy Świat 23, a następnie skupił się na budowie zaprojektowanego przez Juliusza Nagórskiego budynku w kształcie rotundy u zbiegu ulic Polnej i Mokotowskiej. Działający od 1925 lokal, poza tradycyjnym dla Lardellego wystrojem miał również estradę koncertową i taras letni. Występowała tam często Lucyna Szczepańska, ale wnętrze częstokroć krytykowano jako zbyt przestronne i mało przytulne. Lardelli wkrótce otworzył też punkty przy ulicy Wierzbowej oraz w Alejach Jerozolimskich, gdzie również połączono funkcję cukierni i kawiarni.
Po wybuchu II wojny światowej lokale Lardellego upodobali sobie Niemcy, a dyrygentem w rotundzie przy ulicy Polnej został kolaborujący z nimi Adam Dołżycki. Podczas jednego z występów obraził on patriotyczne uczucia klientów, którzy odtąd zaczęli omijać cukiernię. Załamany upadającym przedsiębiorstwem Jan Jakub Lardelli zmarł nagle we wrześniu 1941 i pochowany został na cmentarzu ewangelicko-reformowanym (kw. W-2-4). Jego przedsiębiorstwo przejął syn, który opuścił Warszawę przed wybuchem powstania warszawskiego, podczas którego rotunda uległa zniszczeniu.